# Шапо
Шапо (фр. Chapeau) насеље је и општина у централној Француској у региону Оверња, у департману Алије која припада префектури Мулен.
По подацима из 2011. године у општини је живело 227 становника, а густина насељености је износила 6,79 становника/km². Општина се простире на површини од 33,42 km². Налази се на средњој надморској висини од 256 метара (максималној 285 m, а минималној 239 m).

## Демографија
| 1962. | 1968. | 1975. | 1982. | 1990. | 1999. | 2011. |
| ----- | ----- | ----- | ----- | ----- | ----- | ----- |
| 294   | 329   | 295   | 300   | 264   | 216   | 227   |

График промене броја становника у току последњих година